# دوتون (تشيشير)
دوتون (بالإنجليزية: Dutton, Cheshire)‏ هي قرية و أبرشية مدنية تقع في المملكة المتحدة في تشيشير.  يقدر عدد سكانها بـ 424 نسمة .